# Donji Sređani
Donji Sređani is een plaats in de gemeente Dežanovac in de Kroatische provincie Bjelovar-Bilogora. De plaats telt 228 inwoners (2001).